# Spelunky
Spelunky is een in 2008 uitgebracht indie 2D- platformspel gemaakt door Derek Yu en uitgebracht als freeware voor Windows. Het werd opnieuw gemaakt voor de Xbox 360 in 2012, met poorten van de nieuwe versie naar de PlayStation 3, PlayStation Vita en PlayStation 4. Het spel werd ook opnieuw uitgebracht voor Microsoft Windows.

## Spel
De speler bestuurt een speleoloog die een reeks grotten verkent terwijl hij schatten verzamelt, jonkvrouwen redt, vijanden bestrijdt en vallen ontwijkt. De grotten zijn procedureel gegenereerd, waardoor elke ronde door het spel uniek is. Spelunky is een van de eerste voorbeelden van een roguelike, het leende concepten uit het genre zonder onder die definitie te vallen, en was de invloed voor veel latere "roguelike" -games.
De eerste openbare release was op 21 december 2008. De broncode van de Windows-versie is uitgebracht op 25 december 2009. Op 4 juli 2012 is een verbeterde versie voor Xbox Live Arcade uitgebracht. De verbeterde versie werd later uitgebracht voor Windows-pc's en PlayStation 3 in augustus 2013 en voor PlayStation 4 op 7 oktober 2014. Er is ook een Chrome OS- versie van de originele game gemaakt, getiteld Spelunky HTML5 . Vanaf oktober 2017 is een vervolg, Spelunky 2, in ontwikkeling voor Microsoft Windows en PlayStation 4 ; het vervolg is gepland voor release in 2020.

## Gameplay
De speler bestuurt een naamloze avonturier. Het doel van het spel is om tunnels te verkennen, zoveel mogelijk schatten te verzamelen en vallen en vijanden te vermijden. De speler kan vijanden slaan met een zweep of op ze springen om ze te verslaan, items oppakken die kunnen worden gegooid om vijanden aan te vallen of vallen te gebruiken, en een beperkte voorraad bommen en touwen gebruiken om door de grotten te navigeren. Levels worden willekeurig gegenereerd en gegroepeerd in vier steeds moeilijker wordende "gebieden", elk met een onderscheidende set items, vijanden, terreintypes en speciale kenmerken. Latere gebieden bevatten meer waardevolle schatten, geheime locaties en items. Als de speler al zijn harten verliest of in een dodelijke val terechtkomt, moeten ze vanaf het begin beginnen.
Vijanden zijn onder meer dieren zoals vleermuizen, slangen en spinnen van verschillende groottes, andere personages en monsters zoals yeti, mensenetende planten en spoken . De speler kan veel items verzamelen, voornamelijk goud en juwelen die bijdragen aan de score van de speler, maar ook nuttige voorwerpen zoals bommen, geweren, klimuitrusting en archeologische artefacten. Sommige van deze laatste hebben bovennatuurlijke vermogens, waaronder kapala's, hadjet, kristallen schedels en gouden ankhs, hoewel veel van deze speciale items alleen kunnen worden verkregen door geheime methoden, zoals het combineren van andere items. Sommige items kunnen worden gekocht of gestolen uit winkels verspreid over de grotten, hoewel de winkeliers krachtige vijanden worden als ze bestolen worden.
De speler kan ook jonkvrouwen in nood tegenkomen die vastzitten in de grotten, die kunnen worden opgepakt en naar een uitgang worden gedragen. Als ze dit met succes doen, keert de gezondheid terug naar de speler. Het is mogelijk om de jonkvrouw als speelbaar personage te ontgrendelen; de gameplay is identiek, behalve dat de speler spelunkers tegenkomt om te redden. Een ander vrij te spelen personage is de "Tunnel Man", die een pikhouweel bezit in plaats van een zweep.
De Xbox Live Arcade, pc en de PlayStation Network-versies van de game bieden lokale multiplayer (co-open deathmatch) voor maximaal vier spelers. Er zijn 9 verschillende personages om mee te spelen.
De originele Spelunky bevat ook een level-editor, waarin spelers hun eigen niet-willekeurige levels kunnen maken om met anderen te delen.

## Trivia
- Het spel is opgenomen in het boek 1001 Video Games You Must Play Before You Die van Tony Mott.